# 拉斐爾·德爾列戈

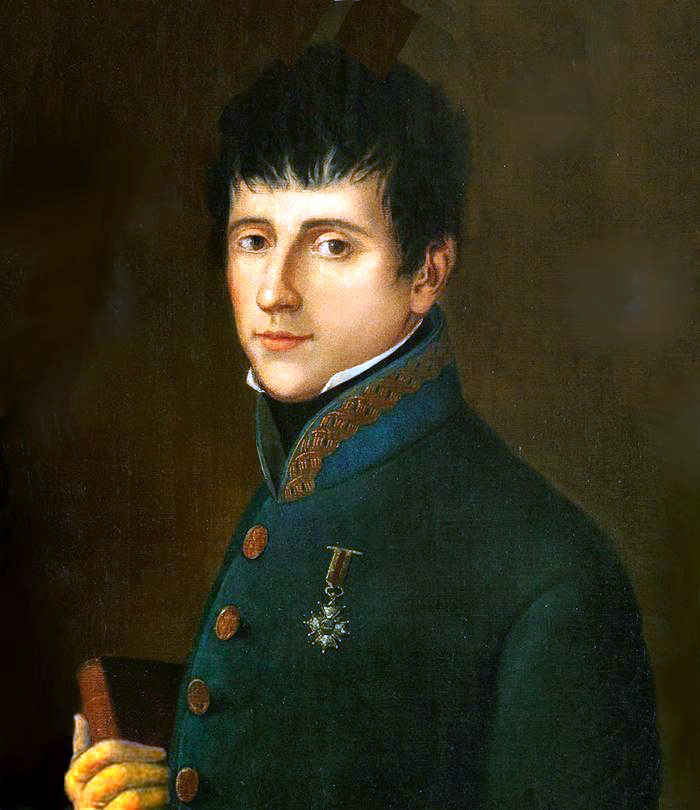
拉斐尔·德尔列戈

拉斐爾·德爾列戈（1784年4月9日—1823年11月7日），全名拉斐爾·德爾列戈-努涅斯（Rafael del Riego y Florez），西班牙將軍和自由主義政治家。
1784年4月9日，拉斐爾·德爾列戈出生於阿斯图里亚斯的蒂内奥。1807年，奥维耶多大学畢業後，他遠赴馬德里從軍。1808年，在西班牙獨立戰爭中，他被法國軍隊俘虜，囚禁於埃斯科里亚尔修道院，最後他成功逃脫。
11月10日，列戈参加了埃斯皮诺萨德洛斯蒙特罗斯战役，结果再次被俘。3天后他被押送到法国，最后被释放。在游历了英格兰和德意志诸邦后，雷戈于1814年回到西班牙并再次入伍，衔列中校。
在君主专制政体下的6年時間，列戈參與了共濟會成員和自由主義者一次密謀推翻斐迪南七世的行動。1819年，國王組織了10個營部（Battalion）打擊當時南美的反抗勢力。1820年1月1日，身為阿斯图里亚斯營部司令的雷戈與其他軍官在西班牙西南部城市加的斯發動叛變，着政府回復1812年的憲法，引起了西班牙內戰。列戈的軍隊列隊行進安達魯西亞的城市，希望引起反帝制的起義，卻得不到當地人的支持；反而加利西亚地區的起義卻漫延全國。1820年3月7日，馬德里的王宮被巴列斯特罗斯（Ballesteros）將軍麾下軍隊圍堵，3月10日國王同意恢復憲法。
新成立的“進步派”政府擢升雷戈為元帥，任加利西亚的上将（captain-general）。1821年1月8日，列戈控制了阿拉貢，遷入萨拉戈萨。6月18日，他迎娶了表妹Maria Teresa del Riego y Bustillos。同年9月4日，在一次共和主義者叛變失敗後，他被誤認為支持共和政體主義，被判入獄。但他的支持度有增無減，馬德里有遊行要求釋放他。1822年3月，他當選為西班牙议会議員，最後獲釋。
1822年12月，維洛納會議期間，神圣同盟認為西班牙的政體有礙歐洲的權力平衡，法國被委派協助西班牙重新建立帝制。1823年4月7日，法國軍隊越過邊界，雷戈領導第三軍隊，一邊抵抗法國的入侵，一邊平定國內擁護帝制的動亂。同年9月15日，雷戈被出賣，囚禁在哈恩省的鄉村阿尔基略斯中，後被送到馬德里。他因曾在國會中投票支持廢除國王權力，被王室法院裁定叛國罪名成立。雖然國王宣佈大赦，但拉斐尔·德·雷戈最終在1823年11月7日於马德里的la Cebada广场被绞死。

## 紀念
《列戈颂》是一首盛讚列戈的歌曲，後來成為西班牙第二共和国（1931年—1939年）的國歌。現在他的肖像在西班牙議會的建築中展示。